# Gabriel Estrella y Mantilla
Gabriel Estrella y Mantila es un autor teatral, político y periodista español, natural de la ciudad sevillana  de Écija. Nació el 23 de febrero de 1823, falleciendo en Madrid el 17 de diciembre de 1886.

## Periodismo y teatro
Estudió Leyes en Sevilla, terminada su carrera se trasladó a Madrid, donde brilló en el periodismo formando parte de las redacciones de El Espectador y El Siglo, y dirigiendo La España y El Reino, escribiendo en ellos excelentes artículos políticos y jurídicos.
Como autor teatral escribió:  “Don Alfonso el Sabio” y “La hiel en copa de oro”, “El diablo enamorado”, estrenada en 1.848 y algunas composiciones sueltas, como la leyenda “Un día en Santafé”.Destacando de entre todas sus obras "Los amantes de Chinchón", en colaboración con diversos autores, y "La gitanilla de Madrid".

## Política
En su carrera política, fue diputado a Cortes por Morón, oficial del Ministerio de Gobernación  y Magistrado en la Real Audiencia de La Habana.